# William Merz
William G. Merz (Red Bud, 25 aprile 1878 – Overland, 17 marzo 1946) è stato un ginnasta e multiplista statunitense.

## Carriera
Merz partecipò ai Giochi olimpici di Saint Louis 1904, dove vinse una medaglia d'argento nella gara ad anelli e quattro medaglie di bronzo nelle gare di triathlon, concorso individuale a quattro eventi, cavallo con maniglie e volteggio a cavallo. Alla stessa Olimpiade giunse decimo nel concorso individuale generale, ventiquattresimo nel concorso a tre eventi e quarto nel concorso a squadre.

## Palmarès
In carriera ha conseguito i seguenti risultati:
- Giochi olimpici

St. Louis 1904: 1 argento negli anelli e 4 bronzi in: concorso individuale a quattro eventi, triathlon, cavallo con maniglie e volteggio a cavallo.